# تسمه‌کشی
تسمه‌کشی یا تسمه بسته‌بندی که با عنوان‌های بسته‌بندی و چسباندن نیز شناخته می‌شود، فرایند استفاده از تسمه برای بستن، تثبیت، نگه‌داشتن، تقویت یا بستن یک شی است. تسمه را می‌توان کمربند نیز نامید. این نوار بیشتر در صنعت بسته‌بندی مورد استفاده قرار می‌گیرد.

## انواع تسمه
تسمه یک ماده مسطح انعطاف‌پذیر است که بیشتر از فلز و فولاد یا پلاستیک‌های مختلف ساخته می‌شود.

### فلز
فولاد قدیمی‌ترین نوع تسمه با بالاترین استحکام کششی است که امروزه در کشش‌های تسمه استفاده می‌شود. این تسمه در عرض‌ها و ضخامت‌های مختلف و همچنین در انواع استیل تولید می‌شود. فولاد سنگین زمانی استفاده می‌شود که به استحکام بالا و حداقل استحکام کششی نیاز باشد. پوشش‌های سطحی برای تسمه فولادی عبارتند از: رنگ، رنگ و موم، آبی یا روی و موم. واکس برای انتقال بهتر کشش در اطراف شیار و برای استفاده با انواع خاصی از میله‌های کششی استفاده می‌شود. کاربردهای متداول عبارتند از کویل‌های فولادی، بسته‌های فلزی، سیم عدل بندی، آجر و سنگفرش، و اتصال انتهای رول. نوارهای فولادی به دلیل انبساط و انقباض طبیعی فولاد در فرایند تولید، بر حسب وزن به فروش می‌رسند تا طول. یک سیم پیچ از کمربند فولادی 3/4 x ۰٫۰۲۰ تقریباً ۱۹٫۶ فوت پوند تولید می‌کند.

### پلی‌پروپلین یا پلاستیک
تارهای پلی پروپیلن (جهت دار یا کششی) یک ماده اقتصادی است که برای یکپارچه سازی سبک تا متوسط، پالت سازی و بسته‌بندی طراحی شده است. در عرض‌ها، ضخامت‌ها و انواع پلیمری (به عنوان مثال کوپلیمر) موجود است. بیشتر پلی پروپیلن‌ها نقش برجسته دارند که برخی از آنها نیز چاپ می‌شوند. این محصول تحت فشار بالا کشش بیشتری را ایجاد می‌کند اما این کشش را نمی‌توان به حالت قبلی خود بازگرداند. چیزی که عموماً برای کاربران نهایی شناخته شده نیست این است که نوارهای پلی پروپیلن حدود ۵۰ درصد کشش اعمال شده را در عرض یک ساعت از دست می‌دهند و این کاهش کشش با افزایش دمای محیط تسریع می‌شود، بنابراین اگر چه برای بسته‌بندی این نوارها با درجه خاصی از انرژی ذخیره شده هستند. مناسب. هر گونه افتادگی را که در کمربند ایجاد می‌شود جذب می‌کند، اگر روی محصولی «جامد» مانند آجر یا بتن استفاده شود، ممکن است پس از مدتی افتادگی غیرقابل قبولی ایجاد شود. علاوه بر این، نوار پلی پروپیلن مستعد تخریب اشعه ماوراء بنفش است و در صورت قرار گرفتن در معرض عناصر می‌تواند به سرعت تخریب شود. انتخاب عاقلانه رنگ روند را کند می‌کند، مانند مشخص کردن بند مشکی.
تسمه پلی پروپیلن ممکن است در حین تولید و قبل از منبت برای بالاترین کیفیت و دقت چاپ شود یا پس از تولید بر روی منبت برای کیفیت پایین‌تر چاپ شود. هر دو مزایای امنیتی و بازاریابی را برای محصول تسمه دار ارائه می‌دهند.

### پلی‌استر
پلی استرها یکی از قوی‌ترین تسمه‌ها برای بسته‌بندی به‌شمار می‌روند و به‌عنوان جایگزین مناسبی برای تسمه‌های فولادی در برخی صنایع استفاده می‌شوند. پلی استر کشش حفظ شده عالی را در بارهای صلب ایجاد می‌کند. خواص بازیابی عالی آن به بار کمک می‌کند تا ضربه را بدون شکستگی بند جذب کند.
انواع تخصصی از این تسمه‌ها برای کاربردهای خاص هم تولید و عرضه شده است. به عنوان مثال، در آب و هوای سرد از بند چسبانده شده در چسب ذوب داغ استفاده می‌شود زیرا در برابر آب و هوا مقاوم است.

### نایلون
از دیگر تسمه‌های بسته‌بندی می‌توان به تسمه نایلونی بیشترین استحکام ویژه در بین سه پلاستیک ذکر شده دارد، اما به دلیل قیمت بالای آن به ندرت استفاده می‌شود. در گذشته بند نایلونی بسیار محبوب بود، اما با گذشت زمان پلی استر تقریباً جایگزین تمام موارد استفاده آن شده است. یکی از کاربردهایی که هنوز از این نوع تسمه استفاده می‌کند، کاربردهای اتاق سرد است، زیرا به اندازه سایر انواع پلاستیک خزش نمی‌کند.
تسمه بند ناف و بافته‌شده در چندین ساخت‌وساز در دسترس هستند که در درجه اول شامل پلی‌استر و رایون است. برخی از انواع قابل استفاده مجدد هستند؛ زیرا این سیستم از یک دست و پنجه نرم برای یک تسمه مفصلی استفاده می‌کند، طناب دار و بافته شده می‌تواند قدرت سیستم بزرگتری نسبت به باندهای فولادی داشته باشد. تسمه پلی استر سیم دار نیز دارای کشیده شدن بالاتری نسبت به دیگر سیستم‌های تسمه دار است که به آن حافظه ایده‌آل برای محموله‌های دریایی و ریلی می‌دهد. از آنجا که تسمه‌های پلی استر طناب دار و بافته شده سبک و نرم هستند، جایگزین امن تری برای باندهای فولادی نیز هستند.

### کاغذ
از تسمه بسته‌بندی کاغذی برای بند کردن محصولات کاغذی بین فرایندهای صنعتی استفاده می‌شود. این اجازه می‌دهد تا بسته نرم‌افزاری را به فرایند بدون نیاز به برش تسمه معرفی، که می‌تواند منجر به سقوط محصول از هم پاشیده زودرس.

### کامپوزیت
نوار کامپوزیت دارای رزوه‌های پلی استری است که به صورت طولی در طول نوار تعبیه شده است که استحکام کششی را ایجاد می‌کند. این الیاف رشته پلی استر در یک غلاف پلی پروپیلن تعبیه شده است. پلی پروپیلن فوم بند را فراهم می‌کند، اما هنگامی که با یک سگک سیمی ترکیب می‌شود، خاصیت ضد لغزش را نیز بهبود می‌بخشد. در صنعت ایمن‌سازی محموله اغلب به عنوان «فولاد مصنوعی» نامیده می‌شود. این بسیار مقاوم در برابر سایش است و هنگام استفاده با سگک بیشترین سازگاری را دارد. هر دو مزیت تحت تأثیر زمان قرار نمی‌گیرند. [منبع مورد نیاز] [منبع مورد نیاز]

## کاربردهای تسمه‌کشی
مثالها عبارتند از:
- بسته‌بندی اقلام با هم برای جابجایی و حمل و نقل: روزنامه، لوله، الوار، بلوک بتنی و غیره.
- چسباندن اقلام به پالت، لغزش، و جعبه[۱]
- تقویت جعبه‌های چوبی، جعبه‌ها، و جعبه‌های راه راه، مانند gaylords
- اتصال اقلام به خودروهای تخت، نیمه تریلرهای تخت،
- ایمن‌سازی بار واحد از آجر، شیشه بسته‌بندی شده، قطعات فلزی و غیره.
- بستن جعبه‌های راه راه و ظروف حمل و نقل
- محکم کردن کویل‌های فولادی یا کاغذی
- نگهداری عدل محصولات کشاورزی یا منسوجات
- بارگیری اقلام ایمن در کانتینرهای چندوجهی، خودروهای جعبه‌ای،[۲] و نیمه تریلرها
- نگهداری و محافظت از بارهای سنگین مانند کاشی و سرامیک

تسمه‌ها اغلب در نوارهای افقی یا عمودی کامل استفاده می‌شوند. لبه‌های محافظ برای کمک به توزیع بار در گوشه‌ها و کاهش آسیب به بار از تسمه کششی استفاده می‌شود. همچنین می‌توان از تسمه در حلقه‌های متصل به محل نگهداری واگن‌ها، سرسره‌ها و … استفاده کرد.

## روش‌های پیوستن
پس از بستن بند به دور محصول، بند اغلب به خود مهر و موم می‌شود. بند فولادی با یک مفصل مهر و موم و شکاف، مهر و موم و crimp، مفصل بدون مهر و موم، یا از طریق welding مهر و موم شده است. مهر و موم در اشکال مختلف بسته به برنامه می‌آیند؛ برخی را می‌توان در پس از بند تنش قرار داده است، در حالی که دیگران باید قبل از تنش نصب شده است. برای ایجاد مهر، مهر و بند در دو طرف شکافت؛ اگر یک مجموعه از شکاف ایجاد شده و سپس آن را یک مفصل شکاف تک نامیده می‌شود، اگر دو مجموعه از شکاف ایجاد شده است و سپس آن را یک مفصل شکاف دو برابر نامیده می‌شود. مفاصل Crimp نیز از یک مهر و موم استفاده می‌کنند، اما undulations crimp به جای notches تشکیل شده استفاده می‌شود. این crimps تشکیل نیروهای اصطکاکی بزرگ است که نگه داشتن مشترک از دیدن. مفاصل بدون مهر با تشکیل کلیدهای به هم پیوسته به وسط بند ایجاد می‌شوند.
بند پلاستیکی به علت کشش بالا برای کالاهایی که کشسانی بالایی دارند استفاده می‌شود. برای بند سنج سبک‌تر، معمولاً ۱۶ میلی‌متر (۰٫۶۳ در) و باریک‌تر، گرما با سیستم چاقوی داغ معرفی می‌شود. ابتدا چاقوی داغ بین بندها حرکت می‌کند. سپس یک بشقاب بالا می‌آید و تسمه‌ها و چاقوی داغ را در برابر یک آنویل به ترتیب ده‌ها میلی ثانیه فشرده می‌کند. سپس بشقاب قطره می‌شود و چاقوی داغ برداشته می‌شود. پس از چاقوی داغ به‌طور کامل روشن از تسمه بشقاب می‌آید و فشرده مفصل به طوری که بخش‌های ذوب شده از مخلوط بند و سخت.
برای تسمه بسته‌بندی پلاستیکی ضخیم‌تر، معمولاً ۰٫۷۳ میلی‌متر (۰٫۰۲۹ در) و ضخیم‌تر، از اصطکاک برای ایجاد گرما در داخل مفصل استفاده می‌شود. فرایند با بند فشرده شده بین بشقاب و آنویل شروع می‌شود. یک ویبراتور ساخته شده به هر دو بشقاب یا anvil وجود دارد، که دندان؛ همچنین دندان‌هایی بر روی جزء مقابل وجود دارد که حرکت نمی‌کند. ویبراتور به سرعت ارتعاش می‌کند که گرمای کافی برای ذوب رابط بین دو بند ایجاد می‌کند، به دلیل اصطکاک.
ویبراتور به سرعت ارتعاش می‌کند که گرمای کافی برای ذوب رابط بین دو بند ایجاد می‌کند، به دلیل اصطکاک. برای تکمیل جوش ویبراتور متوقف می‌شود و فشار نگه داشته می‌شود تا مفصل جامد شود. تسمه پلی پروپیلن و پلی استر نیز می‌تواند به شیوه ای مشابه با حرارت در حال تولید توسط صدا به صورت امواج مافوق صوت عبور از مواد و خروج از ساختار مولکولی مهر و موم شده است. سپس مانند یک مهر گرمایی فشرده می‌شوند. در جوش مافوق صوت از پلاستیک، فرکانس بالا (۱۵ کیلوهرتز تا ۴۰ کیلوهرتز) لرزش دامنه پایین استفاده می‌شود برای ایجاد گرما از طریق اصطکاک بین مواد به هم می‌پیوندند. رابط دو بخش به‌طور ویژه برای متمرکز کردن انرژی برای حداکثر قدرت قالب طراحی شده است.
همچنین ممکن است به صورت دستی با crimping مهر و موم یا از طریق دست و پنجه نرم ملحق شده است.
مفصل ضعیف‌ترین بخش سیستم است، بنابراین نوع روش پیوستن مورد استفاده در صورتی که قدرت یک مسئله باشد بسیار مهم است. استحکام یک مفصل به نیروی مورد نیاز برای شکستن بند در کشش تک محوری گفته می‌شود. سپس این کار با استحکام تک محوری بند مقایسه می‌شود و به عنوان اختلاف درصد ثبت می‌شود (به عنوان نمونه ای از بند فولادی ممکن است قدرت شکستن ۵۰ پوند (۲۳۰۰ کیلوگرم) داشته باشد و مهر ممکن است در ۳۰ پوند (۱۴۰۰ کیلوگرم) شکست بخورد، بنابراین گفته می‌شود مهر دارای استحکام ۶۰٪ است. ولدهای چاقوی داغ حداقل قدرت شکستن ۵۵٪ را دارند. ولدهای اصطکاکی حداقل قدرت شکستن ۶۵٪ را دارند. خوب راه اندازی ماشین آلات تسمه یا ابزار قالب اصطکاک برای حدود ۸۰٪ از قدرت شکستن هدف. کلیپ‌های فلزی / مهر و موم به طرز شگفت‌آوری کم با حدود ۱۰۰ -- ۱۲۰ کیلوگرم مقاومت لغزش.
برای پالت تسمه بر اساس هنجار ASTM D3953 مشخصات استاندارد، تعداد روش تسمه در حدود ۱۰ بار برای حداقل است.

## تجهیزات

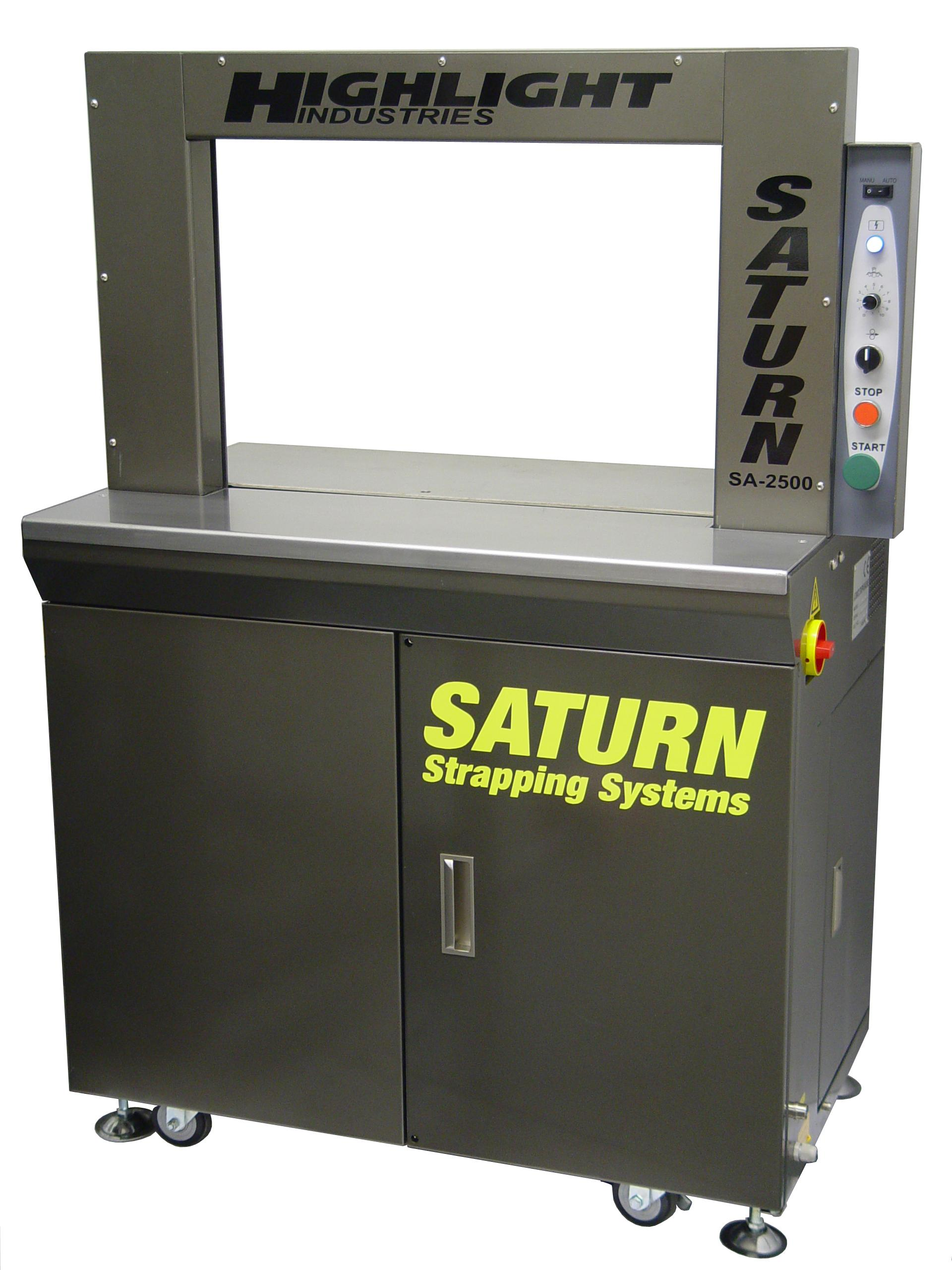
دستگاه تسمه کش

#### ماشین‌های تسمه‌کش
دستگاه‌های تسمه کش نیمه اتوماتیک و تمام اتوماتیک به‌طور قابل توجهی کارایی در انبار و همچنین ارائه کلی محصول بسته‌بندی شده شما را بهبود می‌بخشد. صرفه جویی در کار اغلب می‌تواند به راحتی هزینه نسبتاً کم دستگاه تسمه کش را پوشش دهد.
هر دو دستگاه تسمه کش نیمه و تمام اتوماتیک را می‌توان به راحتی در یک خط تولید بسته‌بندی قرار داد که در آن میزهای بسته‌بندی و دستگاه‌های تسمه کش در ارتفاعات قابل کار قرار می‌گیرند.

##### ماشین‌های باندینگ
ماشین‌های باندینگ مانند ماشین‌های تسمه‌بندی امکان یکپارچه‌سازی و ایمن‌سازی محصولات با اشکال و اندازه‌های مختلف را فراهم می‌کنند.
با این حال، ماشین‌های باندینگ آسیب کمتری به محصولی که بسته می‌شود، می‌رسانند، زیرا پهنای بیشتر باندهای موجود (۲۰ میلی‌متر تا ۱۰۰ میلی‌متر) سطح بیشتری را فراهم می‌کند که آسیب‌های وارده به محصولات حساس را به حداقل می‌رساند. ماشین‌های باندینگ همچنین می‌توانند روی تسمه‌های کاغذی کار کنند تا جایگزینی سازگارتر با محیط زیست برای تسمه پلاستیکی باشند.
عملکرد با حسگر عکس، پدال پا یا PLC است که به این ماشین‌ها اجازه می‌دهد در خطوط تولید یا برای عملکرد مستقل ادغام شوند.

#### ماشین‌های تسمه‌کش دستی
تسمه کش دستی یکی از ساده‌ترین تسمه کش‌های موجود در بازار است که بسیاری از کسب و کارهای کوچک از این دستگاه استفاده می‌کنند. این دستگاه‌ها به دو نوع پلاستیکی و فلزی تقسیم می‌شوند. تسمه کش دستی فلزی از تسمه‌های فلزی استفاده می‌کند و تسمه کش دستی پلاستیکی از تسمه‌های پلاستیکی استفاده می‌کند.

### ماشین‌های تسمه‌کش پرتابل
این نوع تسمه کش از نظر تسمه مورد استفاده به دو دسته پلیمری و فلزی تقسیم‌بندی می‌شود. همچنین از نظر نیروی محرک می‌توان آن را به سه دسته تسمه کش پنوماتیک، برقی و شارژی دسته‌بندی کرد. دستگاه‌های پنوماتیک با استفاده از موتور باد کار می‌کنند، دستگاه‌های شارژی قدرت خود را از باتری می‌گیرند و دستگاه‌های تسمه کش برقی با استفاده از برق مستقیم کار می‌کنند.

##### ماشین‌های تسمه‌کش خودکار
دستگاه‌های تسمه کش خودکار بسته‌ها را بدون دست با تسمه‌های پلی‌پروپیلن به‌طور خودکار کشش، مهر و موم شده و برش می‌دهند.
عملکرد یا توسط پدال پا یا حسگر بسته است که این ماشین‌ها را برای خروجی حجم ایده‌آل می‌کند.

##### دستگاه‌های تسمه‌کش نیمه‌خودکار
دستگاه‌های تسمه کش نیمه اتوماتیک به یک اپراتور اجازه می‌دهد تا به‌طور خودکار تسمه پلی پروپیلن را کشش، مهر و موم و برش دهد تا محکم و ایمن را بر روی جعبه‌های هر اندازه ای ببندد.

## بیشتر خواندن
- Yam, KL، «دانشنامه فناوری بسته‌بندی»، جان وایلی و پسران، ۲۰۰۹،شابک ‎۹۷۸-۰-۴۷۰-۰۸۷۰۴-۶
- Wulttec International
- مشخصات استاندارد ASTM D3953 برای تسمه، فولاد مسطح و مهر و موم
- مشخصات استاندارد ASTM D3950 برای تسمه بندی، غیرفلزی (و روش‌های اتصال)
- راهنمای استاندارد ASTM D4675 برای انتخاب و استفاده از مواد تسمه تخت
- BS EN13891:2003 تسمه کششی - راهنمای انتخاب و استفاده از تسمه کششی
- BS EN13394:2001 مشخصات بسته‌بندی برای تسمه‌های غیرفلزی